# Lista de atletas brasileiros nos Jogos Olímpicos de Inverno de 2006
A lista a seguir discrimina os atletas brasileiros que participaram da Turim 2006, independentemente de terem logrado êxito na busca por medalhas.
Nos Jogos Olímpicos de Inverno de 2006, os Jogos de Inverno de número XX, em Turim, na Itália, o Brasil participou de sua vigésima quarta Olimpíada, sendo a quinta participação nos Jogos de Inverno, com nove atletas (6 homens e 3 mulheres) disputando quatro esportes: esqui alpino, bobsled, esqui cross-country e estreou no snowboard. Nenhuma medalha foi conquistada nessa edição.
Subsedes:
Foram abrigadas na cidade sede as competições de hóquei no gelo, patinação artística, patinação de velocidade, patinação em pista curta e as cerimônias de abertura e de encerramento. As demais subsedes foram: Pragelato (esqui cross-country, saltos de esqui e combinado nórdico); Cesana Pariol (bobsled, luge e skeleton); Sestriere Borgata, Sestriere Colle e San Sicario Fraìteve (esqui alpino); Cesana San Sicario (biatlo); Bardonecchia (snowboard); Sauze d'Oulx-Jouvenceaux (esqui estilo livre) e Pinerolo (curling).
Destaques:
O principal destaque da delegação chefiada por Edson Menezes foi Isabel Clark que, além de porta-bandeira, alcançou o melhor resultado da participação brasileira na história de todos os Jogos de Inverno, terminando as provas de "snowboard" na 9.ª colocação; dois atletas dos Jogos de Verão estrearam no Inverno, se juntando a Matheus Inocêncio: Jaqueline Mourão se tornou a primeira brasileira a conseguir esse feito. Ela participou das provas de "ciclismo mountain bike" na Atenas 2004 e em Turim participou das competições de "esqui cross-country" concluindo na 67.ª posição; Claudinei Quirino, velocista e medalhista no "revezamento 4x100 metros rasos" na Sydney 2000 e que também esteve na Atlanta 1996, integrou a equipe de "bobsled" em Turim que ficou em 25.° lugar. Em princípio Claudinei seria reserva no time, mas o teste preventivo antidoping feito antes do embarque da delegação para a Itália acusou positivo para a substância nandrolona no atleta Armando dos Santos que foi cortado e substituído por Claudinei. O Comitê Australiano entrou com um pedido junto ao COI tentando impugnar a classificação da equipe brasileira e, com isso, a equipe da Austrália herdaria a vaga conquistada na eliminatória da Nova Zelândia pelo Brasil, mas o COI rejeitou a moção do Comitê Olímpico Australiano e o quarteto brasileiro foi confirmado nos Jogos.
Abaixo segue a relação dos esportistas brasileiros participantes da Turim 2006.

## Esqui alpino
Masculino
| Atleta          | Modalidade     | Rodada 1            | Rodada 2            | Total           | Total           | Referências(s) |
| Atleta          | Modalidade     | Resultado Colocação | Resultado Colocação | Resultado final | Colocação final | Referências(s) |
| --------------- | -------------- | ------------------- | ------------------- | --------------- | --------------- | -------------- |
| Nikolai Hentsch | downhill       | _                   | _                   | 1:56.58         | 43.°            | [ 9 ]          |
| Nikolai Hentsch | super-G        | _                   | _                   | DNF             | =57.°           | [ 10 ]         |
| Nikolai Hentsch | slalom gigante | 1:27.78 34.°        | 1:27.78 32.°        | 2:55.56         | 30.°            | [ 11 ]         |

Combinado
| Atleta          | Modalidade        | Downhill            | Slalom             | Slalom             | Total     | Total     | Referência(s) |
| Atleta          | Modalidade        | Resultado Colocação | Rodada 1 Colocação | Rodada 2 Colocação | Pontuação | Colocação | Referência(s) |
| --------------- | ----------------- | ------------------- | ------------------ | ------------------ | --------- | --------- | ------------- |
| Nikolai Hentsch | combinado nórdico | 1:45.42 50.°        | 56.86 DQ 56.°      | DNF                | DNF       | 56.°      | [ 12 ]        |

Feminino
| Atleta          | Modalidade     | Rodada 1            | Rodada 2            | Total           | Total           | Referências(s) |
| Atleta          | Modalidade     | Resultado Colocação | Resultado Colocação | Resultado final | Colocação final | Referências(s) |
| --------------- | -------------- | ------------------- | ------------------- | --------------- | --------------- | -------------- |
| Mirella Arnhold | slalom gigante | 1:20.17 54.°        | 1:29.00 43.°        | 2:49.17         | 43.°            | [ 13 ]         |

## Bobsled
Masculino
| Atleta                                                                    | Modalidade    | Rodada 1            | Rodada 2            | Rodada 3            | Rodada 4            | Total           | Total           | Referências(s) |
| Atleta                                                                    | Modalidade    | Resultado Colocação | Resultado Colocação | Resultado Colocação | Resultado Colocação | Resultado final | Colocação final | Referências(s) |
| ------------------------------------------------------------------------- | ------------- | ------------------- | ------------------- | ------------------- | ------------------- | --------------- | --------------- | -------------- |
| Claudinei Quirino Edson Bindilatti Márcio da Costa Silva Ricardo Raschini | quatro homens | 1:00.31 25.°        | 58.51 25.°          | 1:00.12 25.°        | Não avançou         | 2:58.94         | 25.°            | [ 14 ]         |

## Esqui cross-country
Masculino
| Atleta                    | Modalidade     | Resultado | Colocação | Referências(s) |
| ------------------------- | -------------- | --------- | --------- | -------------- |
| Hélio Mesquita de Freitas | clássico 15 km | 54:06.80  | 92.°      | [ 15 ]         |

Feminino
| Atleta           | Modalidade     | Resultado | Colocação | Referências(s) |
| ---------------- | -------------- | --------- | --------- | -------------- |
| Jaqueline Mourão | clássico 10 km | 35:59.70  | 67.°      | [ 16 ]         |

## Snowboard
Feminino
| Atleta               | Modalidade | Preliminar          | Quartas de final    | Semifinal           | Final               | Colocação final | Referência(s) |
| Atleta               | Modalidade | Resultado Colocação | Resultado Colocação | Resultado Colocação | Resultado Colocação | Colocação final | Referência(s) |
| -------------------- | ---------- | ------------------- | ------------------- | ------------------- | ------------------- | --------------- | ------------- |
| Isabel Clark Ribeiro | snow cross | 1:30.12 6.° Q       | NM 3.°              | _                   | Final C 1.°         | 9.°             | [ 17 ]        |